# Karl Raetsch

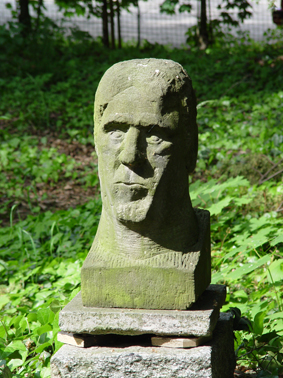
Bruno Raetsch: Porträt Karl Raetsch

Karl Raetsch (* 1. Oktober 1930 in Berlin; † 2. Mai 2004 in Potsdam) war ein deutscher Maler.

## Leben und Werk
Aufgewachsen ist Karl Raetsch in Fürstenwalde/Spree. Nach dem Schulbesuch machte er zunächst eine Lehre als Elektromonteur, danach besuchte er weiter die Schule bis zum Abitur, nebenbei bildete er sich durch Teilnahme an Malkursen künstlerisch weiter. Von 1953 bis 1958 studierte er an der Hochschule für Bildende Künste Dresden bei Erich Fraaß und Paul Michaelis. Für sein Diplom schuf er das Tafelbild Erschießung.
Danach arbeitete er bis zu seinem Tode als freischaffender Maler und Grafiker in Potsdam. Daneben war er Dozent an der Spezialschule für Bildnerisches Volksschaffen in Babelsberg.
1979 begann er mit dem Ausbau der Friedhofskapelle auf Hermannswerder zu seinem Atelier und zur Galerie.
Raetsch war von 1965 bis 1990 Mitglied des Verbands Bildender Künstler der DDR. Er hatte in der DDR und im Ausland eine bedeutende Zahl von Einzelausstellungen und Ausstellungsbeteiligungen, u. a. 1967/1968, 1977/1978, 1982/1983 und 1987/1988 an den Kunstausstellungen der DDR in Dresden und 1979 an der Kunstausstellung der sozialistischen Länder in Szczecin. 1978, 1979 und 1980 beteiligte er sich an Pleinairs. 1977 unternahm er eine Studienreise in die UdSSR.
Das umfangreiche, in fast einem halben Jahrhundert entstandene Werk von Karl Raetsch umfasst hauptsächlich Gemälde, darunter viele Landschaften und unzählige Einzel- und Gruppenporträts, die aus eigenem Antrieb oder auch im Auftrag entstanden. Sie lassen durchweg eine gewisse Distanz zu dem geforderten positiven Bild erkennen. Mit den Jahren zunehmend und besonders nach der politischen Wende äußerte sich sein Unmut in märchenhaft-expressiven Bildern der gesellschaftlichen Kräfte und in karikierender Darstellung der handelnden Personen.
Von den grafischen Techniken hat Karl Raetsch besonders den Holzschnitt und das Aquarell gepflegt. Neben einer Vielzahl von etwa postkartengroßen Schnitten entstanden großformatige, von mehreren Platten gedruckte farbige Schnitte, zum Beispiel zu den Märchen der Brüder Grimm. Unübersehbar erscheint die Zahl der Aquarelle, die insbesondere auf Reisen entstanden und wie die Holzschnitte eine Verwandtschaft zu den Arbeiten des Expressionismus erkennen lassen.
Raetsch war seit dem Studienabschluss mit Barbara Raetsch verheiratet. 1962 und 1964 wurden die Söhne Bruno und Robert geboren.

## Auszeichnungen
- 1977: Theodor-Fontane-Preis des Bezirks Potsdam
- 1981 und 1984: Kunstpreis des FDGB

## Werke (Auswahl)
- Ingrid (1960, Öl, 95 × 65 cm)[2]

- Potsdam (1966, Öl, 40 × 50 cm; auf der VI. Deutschen Kunstausstellung)[3]
- Kohlenträger (1974, Tempera, 90 × 72 cm; auf der VIII. Kunstausstellung der DDR)[4]
- Paar (1975, Mischtechnik, 100 × 100 cm; auf der VIII. Kunstausstellung der DDR)[5]
- Potsdamer Maler (1980, Öl, 100 × 150 cm; auf der IX. Kunstausstellung der DDR)[6]

## Ausstellungen (unvollständig)

### Einzelausstellungen

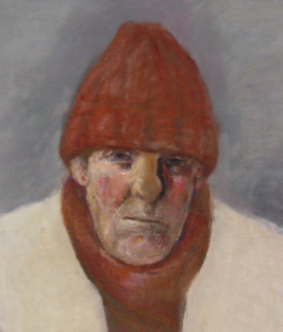
Karl Raetsch, Selbstbildnis, 1991, Ausschnitt

- 1970 Potsdam, Kulturhaus „Hans Marchwitza“
- 1978 Cottbus, Kunstsammlung; Stettin, Schloss
- 1981 Potsdam, Staudenhofgalerie
- 1987 Fürstenwalde/Spree, Städtische Galerie im Alten Rathaus
- 1994 Bonn, Kurfürstliches Gärtnerhaus
- 1996 Potsdam, Potsdam-Museum
- 1998 Potsdam, Brandenburgische Landeszentrale für Politische Bildung (Kopf und Kragen. Porträts aus Politik und Gesellschaft)
- 2001 Potsdam, Stadt- und Landesbibliothek
- postum 2005 Potsdam, Altes Rathaus („Bilder aus fünf Jahrzehnten“)

### Ausstellungen mit Barbara Raetsch u.a.
- 1990 Bad Kösen, Kunsthalle
- 1990 Berlin, Domäne Dahlem (mit Wolfgang Wegener)
- 1991 Essen, Forum Bildender Künstler (mit Walter Lauche)
- 1992 Loccum, Evangelische Akademie
- 1997 Rheinsberg, Kurt-Tucholsky-Gedenkstätte
- 1998 Wustrau, Deutsche Richterakademie
- 1999 Potsdam, Altes Rathaus (Gruppenausstellung)
- 2000 Fürstenwalde/Spree, Städtische Galerie im Alten Rathaus
- 2001 Potsdam, Mittelbrandenburgische Sparkasse; Schwedt, Galerie im Ermelerspeicher; Prenzlau, Dominikanerkloster
- 2004 Potsdam, Galerie Burstert und Albrecht
- postum 2005 Potsdam, Altes Rathaus

Dazu ständig wechselnde Ausstellungen mit Barbara Raetsch in der Kapelle Hermannswerder.